# 成長痛
成長痛（せいちょうつう）とは、3‐12歳ごろの子供に繰り返し現れる痛みである。主にふくらはぎから太ももにかけて現れ、夜によく見られるため、痛みで起床してしまう場合がある。
1823年のフランス人医師 Marcel Duchamp によって初めて報告された。

## 原因と症状
症状
膝・ふともも・ふくらはぎなどに見られる。朝や夜などのゆっくりしている時間帯に現れる。はれや炎症・骨の異常・筋肉の異常は見られない。3か月程度で痛みはなくなるが、鎮痛薬などで痛みを止めることができ、お風呂やマッサージ、安心できる環境などで治っていく場合がある。
原因
原因は不明であり、成長期とは関係なく起きるため、別の用語が提案されていたりする。
ストレスや自律神経などが原因として挙げられる。

## 類似の例
- 乳幼児期に見られる発作性の手足の痛みである小児四肢疼痛発作症は、成長痛と考えられることがある[6]。
- むずむず脚症候群も、成長痛と誤診される[5]。